# خرچنگ‌های مرجانی
خرچنگ‌های مرجانی (نام علمی: Trapeziidae) نام یک تیره از بالاخانواده گل‌نشین‌واران است.